# Lankesterella glandula
Lankesterella glandula är en orkidéart som beskrevs av James David Ackerman. Lankesterella glandula ingår i släktet Lankesterella och familjen orkidéer. Inga underarter finns listade i Catalogue of Life.